# Кентвуд
Кентвуд (англ. Kentwood) — небольшой город в округе Танджипахоа в восточной части штата Луизиана, именуемой Западная Флорида, с населением 2,5 тыс. жителей, 65 % из которых составляют афроамериканцы, 35 % — белые. Расположен на расстоянии около 50 км от Нового Орлеана.
Основан в 1893 году. Посёлок расположен на федеральной трассе I-55 на границе со штатом Миссисипи. Получил известность в качестве центра молочной промышленности штата Луизиана, место проведения родео, а также, после дебюта певицы Бритни Спирс в 1998 году как её родной город, в котором расположен музей Бритни Спирс, её старый дом, в котором проживает её отец, уже успевший развестись с её матерью, а также её новое поместье, построенное уже после её дебюта и начала карьеры младшей сестры Бритни — Линн.